# Pavlo Olijnyk
Pavlo Stanislavovyč Olijnyk (* 21. února 1989 Chmelnyckyj) je ukrajinský zápasník–volnostylař, který od roku 2018 reprezentuje Maďarsko.

## Sportovní kariéra
Zápasit začal v 6 letech v rodném Chmelnyckém, kde se později specializoval na volný styl pod vedením Mykoly Taradaje. Vrcholově se připravoval v armádním tréninkovém centru v Kyjevě. V ukrajinské mužské reprezentaci se pohyboval od roku 2009 ve váze do 96 (97) kg. V roce 2012 a 2016 prohrál nominaci na olympijské hry s Valerijem Andrijcevem. V roce 2018 přijal od ukrajinského trenéra Michaila Charačury maďarské reprezentace nabídku startovat za Maďarsko a zvýšil tím své šance kvaifikovat se na olympijské hry v Tokiu v roce 2020.

## Výsledky
| Olympijské hry     |    |    | —   |    |     |    | — |    |    |    | — |     |    |  |  |  |  |  |  |  |  |  |  |  |
| Mistrovství světa  | —  | —  |     | —  | —   | —  |   | 3. | —  | 3. |   | úč. | 5. |  |  |  |  |  |  |  |  |  |  |  |
| Evropské hry       |    |    |     |    |     |    |   |    |    | —  |   |     |    |  |  |  |  |  |  |  |  |  |  |  |
| Mistrovství Evropy | —  | —  | —   | —  | úč. | 3. | — | 1. | 5. | —  | — | —   | 7. |  |  |  |  |  |  |  |  |  |  |  |
| MS juniorů         | —  | 7. | úč. | 8. |     |    |   |    |    |    |   |     |    |  |  |  |  |  |  |  |  |  |  |  |
| ME juniorů         | —  | —  | 8.  | 3. |     |    |   |    |    |    |   |     |    |  |  |  |  |  |  |  |  |  |  |  |
| ME dorostenců      | 2. |    |     |    |     |    |   |    |    |    |   |     |    |  |  |  |  |  |  |  |  |  |  |  |